# Zbyněk Kusý
Zbyněk Kusý (20. května 1966, Polička – 18. listopadu 2015) byl český sportovní funkcionář. Dobře známým byl především díky svému úspěšnému dlouholetému působení v hokejových Pardubicích. Ve zlaté éře českého hokeje také působil jako manažer reprezentačního týmu.

## Kariéra
Zbyněk Kusý se narodil v Poličce a vyrostl ve Skutči. Vystudoval střední ekonomickou školu s nadstavbou a pracoval v podniku Drobné zboží v Hradci Králové.

### Hokejový funkcionář
Od mládí Kusého přitahovalo prostředí hokeje, především toho pardubického. S aktivním hraním skončil velmi záhy, ale na začátku 90. let se začal připravovat na dráhu funkcionáře. Naučil se anglicky, navazoval konexe, které se mu později vyplácely, pracoval jako skaut pro Boston Bruins. V roce 1990 se stal obchodním manažerem hokejové Tesly Pardubice. V polovině 90. let se pardubický klub potýkal s problémy, pohyboval se ve spodních patrech tabulky a hrozilo, že přijde i o hokejový stadion. O záchranu se zasadilo tehdejší vedení města, které v roce 1997 prosadilo Kusého do funkce generálního manažera. Faktickým šéfem klubu se však stal už o sezonu dříve. V roce 1996 se Pardubice zachraňovaly v baráži. Po ní Kusý do klubu přivedl ambiciózního mladého kouče Miloše Říhu. Ten s podceňovaným mužstvem hned v první sezoně zaznamenal nečekaný úspěch, když postoupil do semifinále. Pod Kusého vedením klub začal postupně sílit i ekonomicky a z nenápadného klubu se stala ambiciózní organizace. V roce 2003 se Pardubice po téměř dekádě dočkaly medaile a poprvé pod Kusého vedením postoupily do finále. Do klubu přicházeli hráči s velkým renomé jako Jiří Dopita nebo Ján Lašák. V roce 2005 vyhrály po šestnáctileté odmlce mistrovský titul, který byl cennější o to, že v extralize hráli krajánci z NHL. Kusý do Pardubic přivedl několik odchovancům v čele s Milanem Hejdukem. V roce 2007 Pardubice dosáhly na stříbrnou medaili. Druhý titul v Kusého éře získal klub v sezoně 2009/2010, před níž Kusý přivedl do mateřského klubu brankáře Dominika Haška. V lednu 2011 uspořádaly Pardubice první extraligový zápas pod otevřeným nebem na plochodrážním stadionu ve Svítkově. Krátce poté, co Pardubice v dubnu 2012 získaly celkový šestý titul mistrů republiky, byl Kusý nečekaně z funkce generálního manažera odvolán. Důvody majitel klubu ani sám Kusý nechtěli komentovat. Po jeho odchodu klub rychle ztratil místo ve špičce extraligy.
Jeho přínos pro pardubický hokej zahrnoval také uspořádání dvou mistrovství světa juniorů v Pardubicích (2002 a 2008) a s tím spojenou rozsáhlou přestavbu tamního zimního stadionu v moderní arénu. Nákladná rekonstrukce financovaná především městem ale neměla bezvýhradnou podporu obyvatel Pardubic.
S Kusého působením je spojeno i několik mediálních kontroverzí. V roce 2008 se klub kvůli ambiciózním aktivitám a změně podmínek od generálního partnera dostal do finančních těžkostí. Město ho prodalo podnikateli Romanu Šmidberskému, v souvislosti s tím se objevilo podezření z korupce, jelikož zastupitelé, kteří o prodeji rozhodovali, byli krátce před tím s Kusým na cestě na Floridu.
V letech 1996 až 2008 působil jako manažer národního týmu, který s jeho účastí získal i zlato na olympijských hrách v Naganu a pět titulů mistrů světa. V letech 2004 až 2008 byl místopředsedou Českého svazu ledního hokeje.
Jako pardubický generální manažer a stejně tak jako manažer reprezentace byl známý tím, že byl schopen hráčům zařídit ve své době v českých poměrech málo vídaný servis.

### Fotbalový funkcionář
Krátce po odchodu z hokejových Pardubic se stal generálním manažerem fotbalové Slavie Praha, kde se měl starat nikoli o sportovní, ale o ekonomický běh klubu.
Ve Slavii skončil již o rok později, když podle svých slov nesplnil úkol, který při příchodu dostal, tj. přivést do Edenu nového generálního partnera. Po svém odchodu začal Kusý na Slavii vymáhat milionové pohledávky, které Slavia neuznávala. Šestimilionovou část jich postoupil společnosti se sídlem v Samoi. Slavia se dostala do insolvenčního řízení, ve kterém Kusý ještě přihlásil svou vlastní pohledávku ve výši 13 milionů.

### Politika
V roce 2012 se zapojil i do regionální politiky. Za SPO Zemanovce kandidoval do zastupitelstva Pardubického kraje a z druhého místa stranické kandidátky byl do zastupitelstva zvolen. O rok později kandidoval za Zemanovce i ve sněmovních volbách, strana ale nepřekročila pětiprocentní práh pro vstup do parlamentu.

## Soukromý život
Zbyněk Kusý náhle zemřel ve věku 49 let 18. listopadu 2015 na srdeční selhání.
Pardubický hokejový klub začal pořádat memoriál nesoucí Kusého jméno.